# Anna Willcox-Silfverberg
Anna Willcox-Silfverberg (ur. 9 kwietnia 1992 w Auckland) – nowozelandzka narciarka dowolna, specjalizująca się w slopestyle'u. W 2014 roku wystartowała na igrzyskach olimpijskich w Soczi, zajmując piętnaste miejsce. Była też między innymi dziesiąta podczas rozgrywanych rok wcześniej mistrzostw świata w Voss. Najlepsze wyniki w Pucharze Świata osiągnęła w sezonie 2012/2013, kiedy to zajęła 54. miejsce w klasyfikacji generalnej, a w klasyfikacji slopestyle'u była szósta.

## Osiągnięcia

### Igrzyska olimpijskie
| Miejsce | Dzień     | Rok  | Miejscowość | Konkurencja | Zwycięzca   |
| ------- | --------- | ---- | ----------- | ----------- | ----------- |
| 15.     | 11 lutego | 2014 | Soczi       | Slopestyle  | Dara Howell |

### Mistrzostwa świata
| Miejsce | Dzień   | Rok  | Miejscowość | Konkurencja | Zwycięzca   |
| ------- | ------- | ---- | ----------- | ----------- | ----------- |
| 10.     | 9 marca | 2013 | Voss        | Slopestyle  | Kaya Turski |

### Puchar Świata

#### Miejsca w klasyfikacji generalnej
- sezon 2012/2013: 54.
- sezon 2013/2014: 121.
- sezon 2015/2016: 128.

#### Miejsca na podium w zawodach
1. Sierra Nevada – 23 marca 2013 (slopestyle) – 3. miejsce